# نیپالم دث
نیپالم دث (به انگلیسی: Napalm Death) یک گروه گرایند/دث متال انگلیسی است که در سال ۱۹۸۱ در بیرمنگام شکل گرفت. وبگاه آل‌میوزیک از آن‌ها با عنوان پدر سبک گرایندکور یاد کرده‌است.
گروه که به‌عنوان پروژهٔ پانک راک چند دوست دبیرستانی تشکیل شده بود، در ابتدای کار نام‌اش به دفعات تغییر کرد. نام‌هایی مانند «Civil Defence" ,"The Mess" ,"Evasion» و «Undead Hatred» که برآمده از مواضع سیاسی/اجتماعی اعضای اولیهٔ گروه بود. آن‌ها بالاخره در اواسط سال ۱۹۸۱ نام «نیپالم دث» را به‌خاطر این‌که به‌نظرشان متفاوت و بیانگر احساسات‌شان بود، انتخاب کردند.
نام نیپالم دث در کتاب رکوردهای گینس به عنوان گروهی که «کوتاه‌ترین قطعهٔ موسیقی ضبط‌شدهٔ همهٔ دوران» متعلق به آن‌هاست ثبت شده‌است. ترانه «You Suffer» از اولین آلبوم گروه با نام Scum فقط ۱٬۳۱۶ ثانیه زمان دارد.

## اعضا

### فعلی
- مارک گرینوی: آواز (۱۹۸۹ تا ۱۹۹۶–۱۹۹۷ تاکنون)
- شین امبری: گیتار باس (۱۹۸۷ تاکنون)
- میچ هریس: گیتار الکتریک و هم‌آوایی (۱۹۹۰ تاکنون)
- دنی هررا: درامز (۱۹۹۱ تاکنون)

### قبلی
- نیک نیپالم: آواز و گیتار باس (۱۹۸۱ تا ۱۹۸۶)
- مارین ویلیامز: آواز (۱۹۸۴)
- لی دوریان: آواز (۱۹۸۷ تا ۱۹۸۹)
- جاستین برودریک: گیتار الکتریک (۱۹۸۵ تا ۱۹۸۶)
- فرانک هیلی: گیتار الکتریک (۱۹۸۷)
- بیل استیر: گیتار الکتریک (۱۹۸۷ تا ۱۹۸۹)
- گراهام رابرتسون: گیتار باس (۱۹۸۲)
- پیتر شاو: گیتار باس (۱۹۸۵)
- جیمز وایتلی: گیتار باس (۱۹۸۶ تا ۱۹۸۷)
- مایلز رتلج: درامز (۱۹۸۱ تا ۱۹۸۵)
- میک هریس: درامز (۱۹۸۵ تا ۱۹۹۱)